# モンスターハンターストーリーズ2 〜破滅の翼〜
『モンスターハンターストーリーズ2 〜破滅の翼〜』（モンスターハンターストーリーズツー はめつのつばさ、英：Monster Hunter Stories 2: Wings of Ruin）は、カプコンより2021年7月9日に発売されたNintendo Switch 、Microsoft Windows（Steam）用ソフト。略称は『MHST2』、『モンハンストーリーズ2　～破滅の翼～』、『モンハンストーリーズ2』。

## 概要
モンスターハンターシリーズ初のRPG作品となった『モンスターハンター ストーリーズ』（以降、「前作」と表記）の続編で、2020年9月17日に配信された Nintendo Direct mini ソフトメーカーラインナップ 2020.9で発表された。前作と同じように、プレイヤーは「モンスターライダー」となり、モンスターを仲間にしながら『モンスターハンター』の世界を冒険する。前作ではキャラクターたちはオリジナル言語で話していたが、本作では廃止され、日本語音声となる。

### 体験版
2021年6月15日、Capcom E3 2021 Showcaseにおいて、2021年6月25日から体験版が配信予定であることが発表された。体験版では、ストーリーの序盤をプレイすることができる。なお、体験版のセーブデータは製品版に引き継ぎ可能となっている。

## ストーリー
ハコロ島の中心部、マハナ村で執り行われていた祭りの夜。
世界中のリオレウスが姿を消してしまう。
島の神と称される、護りレウスのライダー・レドの孫である主人公は、新米のライダーとして経験を積んでいく一方で、レドを知る竜人の少女・エナと出会い、護りレウスがエナに託したリオレウスのタマゴを守るため島を発つ。
各地で発生する奇妙な現象を調べる最中、ついにふ化するタマゴ。
生まれたのは、翼が小さく、飛ぶことができないレウスだった。
「その翼が開くとき、世界は消滅する」
伝説のレウスとの出会いが、主人公の運命を大きく変えていく。

（公式サイトより引用）

## 登場キャラクター
（出典：）

### メインキャラクター
主人公
声 - 鈴木裕斗 / 田中杏沙 / 岡純子 / 田中有紀 / 鈴木陽斗実 / 神戸光歩
本作の主人公。ハコロ島の小さな村・マハナ村出身で、レドの孫。各地で発生する奇妙な現象、そしてレドの旅路を辿るため旅に出る事になる。
エナ
声 - 黒沢ともよ
本作のヒロイン。ルトゥ村の長老・マオロの孫娘である竜人の少女。異常現象の真実を知る為、護りレウスに託されたタマゴを主人公に託し、共に旅立つ。
ナビルー
声 - M・A・O
前作からの登場人物。かつてマネルガーに改造されたナンバーズ5号にして、「黒の凶気」を巡る戦いに終止符を打った伝説のアイルー。前作の主人公と別れた後、世界の異変を感じ取り旅に出ていたところを主人公と出会う。
破滅レウス
護りレウスから託されたタマゴから生まれたリオレウス。「翼羽ばたくとき、世界は消滅する…」の伝説の通り、翼は小さく空も飛べない。前作のレウス同様、参入時は自動的に専用の枠が追加され、ある条件を満たすまでパーティから外すことができない。
ケイナ
声 - 田村睦心
マハナ村出身のライダーで主人公の先輩。気風が良くて自由奔放、口癖は「ウキウキワクワクですっ！」。オトモンはドスランポスの「アフマル」。「ランマル」と呼ばれるドスランポスも所持していたが、主人公に懐いてしまった。
アルマ
声 - 平川大輔
ルトゥ村出身のライダーである男性。眉目秀麗で寡黙な性格で、振る舞いや言葉遣いは素っ気ない。レドとは古くからの友で、彼の孫である主人公を気にかけている。実はアイルーアレルギー。オトモンはレイギエナの「シハク」。
カイル
声 - 寺島惇太
レウスの行方を追っているハンターで、何事にも真っ直ぐで正義感が強い性格である男性。モンスターは人を襲う存在と考えており、モンスターと共存するライダーを信頼しておらず、破滅レウスを匿う主人公を敵視する。
ツキノ
声 - 高橋李依
カイルのオトモアイルーで、彼とは対照的に冷静沈着で言動も穏やかである。

### サブキャラクター
リリア
声 - 高橋ミナミ
ルルシオンで王立書士隊支部の部隊長を務める少女。伝説のレウスの調査を遂行し、主人公からレウスを捕獲する。ライダーに対する理解はあるものの、部隊長として破滅の翼を持つレウスをどうすべきか、自分がどうあるべきか葛藤する。
リヴェルト
声 - 杉田智和
優れた狩猟技術を備えたハンター。本作ではリリアの側近になっており、彼女を「お嬢」と呼ぶ。モンスターと絆を結ぶライダーの存在を理解し、主人公をサポートする。虫嫌いは治っていない。
アユリア
声 - 牧野由依
再興中のクアン村のライダー。凶光化したザボアザギルとの戦いの最中に現れ、主人公に協力する。オトモンはベリオロスの「ヒョウガ」。
オルゴ
声 - 後藤光祐
アイルーの隠れ穴に住む、縦にも横にも大きなアイルー。ナビルーからは「兄貴」と呼ばれている。異常現象により住処を追われたアイルーと共に生活している。口癖は「ビッグでグレート！」。
デデ爺
声 - 魚建
オトモンの力を制御する術を知っていると言われる竜人。温泉まんじゅうと可愛い女の子が大好き。
ユム=ラナ
声 - 松谷彼哉
外界との関係を断った秘境であるヌア・テ村の長である竜人。破滅の伝説に関する知見を持ち、主人公にレウスとのあるべき絆の姿について説く。
レド
声 - 仲野裕（幼少期 - 松浦由美子）
主人公の祖父。各地の異常気象の真実を探るべく旅をしてきたが、現在は行方不明。オトモンは護りレウス。
ゼラード
声 - 木下浩之
マオロ（声 - 越後屋コースケ）の腹心である竜人。かつて信頼を築いたレドの孫である主人公の力に感じ入る。
シュヴァル
声 - 逢坂良太
ライダーの少年。リリアに頼まれ、旅を続ける主人公に協力する事になる。前作の出来事から自身を省みており、無謀に走ってしまった主人公を諭すこともある。オトモンはリオレイアの「レイア」。